# Enduro 1
Enduro 1, abreujat E1, és una de les tres principals categories (o classes) en què es disputa el Campionat del Món d'enduro. Juntament amb les altres dues principals (E2 i E3), fou introduïda el 2004 i venia a substituir la històrica categoria dels 125 cc 2T i la dels 250 cc 4T. Des del 2016, el millor absolut de la temporada considerant els resultats conjunts de les tres categories (E1, E2 i E3) és proclamat campió del món d'EnduroGP.

## Reglament

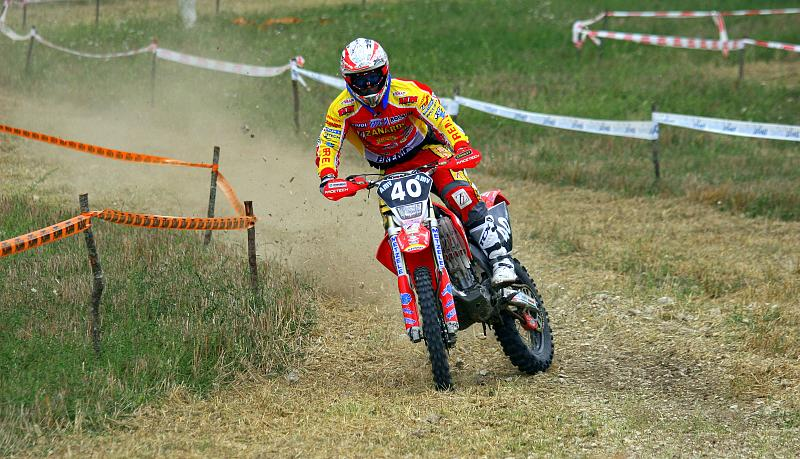
Jari Mattila a la categoria E1 durant el mundial del 2008

La categoria ha anat variant lleugerament les seves especificacions tècniques al llarg dels anys i els límits dels motors s'han adaptat a l'evolució tècnica dels de quatre temps (4T), de manera que si inicialment els de dos temps (2T) tenien un límit de cilindrada inferior per a compensar la manca de potència, actualment aquest límit és idèntic a tots dos tipus de motor, ja que ambdós ofereixen ara el mateix rendiment. Pel que fa al color de les plaques porta-números de la motocicleta, han de ser negres amb números blancs.
L'evolució de les reglamentacions ha estat la següent:
| Període         | Motor        | Cilindrada    | Cilindrada    |
| Període         | Motor        | De            | A             |
| --------------- | ------------ | ------------- | ------------- |
| 2004-2016       | 2T           | 100 cc        | 125 cc        |
| 2004-2016       | 4T           | 175 cc        | 250 cc        |
| 2017            | No disputada | No disputada  | No disputada  |
| 2018-Actualitat | 2T           | Fins a 250 cc | Fins a 250 cc |
| 2018-Actualitat | 4T           | Fins a 250 cc | Fins a 250 cc |

## Llista de campions del món
A 26 de novembre de 2024
| Any  | Campió                 | Motocicleta            |
| ---- | ---------------------- | ---------------------- |
| 2004 | Stefan Merriman        | Yamaha                 |
| 2005 | Ivan Cervantes         | KTM                    |
| 2006 | Ivan Cervantes         | KTM                    |
| 2007 | Juha Salminen          | KTM                    |
| 2008 | Mika Ahola             | Honda                  |
| 2009 | Mika Ahola             | Honda                  |
| 2010 | Antoine Méo            | Husqvarna              |
| 2011 | Juha Salminen          | Husqvarna              |
| 2012 | Antoine Méo            | KTM                    |
| 2013 | Antoine Méo            | KTM                    |
| 2014 | Christophe Nambotin    | KTM                    |
| 2015 | Eero Remes             | TM                     |
| 2016 | Eero Remes             | TM                     |
| 2017 | Categoria no disputada | Categoria no disputada |
| 2018 | Bradley Freeman        | Beta                   |
| 2019 | Bradley Freeman        | Beta                   |
| 2020 | Andrea Verona          | TM                     |
| 2021 | Andrea Verona          | Gas Gas                |
| 2022 | Andrea Verona          | Gas Gas                |
| 2023 | Josep Garcia           | KTM                    |
| 2024 | Josep Garcia           | KTM                    |

## Estadístiques

### Campions múltiples
| Pilot           | Títols |
| --------------- | ------ |
| Antoine Méo     | 3      |
| Andrea Verona   | 3      |
| Ivan Cervantes  | 2      |
| Josep Garcia    | 2      |
| Mika Ahola      | 2      |
| Juha Salminen   | 2      |
| Eero Remes      | 2      |
| Bradley Freeman | 2      |

### Títols per nacionalitat
| País       | Total |
| ---------- | ----- |
| Finlàndia  | 6     |
| França     | 4     |
| Catalunya  | 4     |
| Itàlia     | 3     |
| Regne Unit | 2     |
| Austràlia  | 1     |
| Total      | 20    |

### Títols per marca
| Marca     | Títols |
| --------- | ------ |
| KTM       | 8      |
| TM        | 3      |
| Beta      | 2      |
| Husqvarna | 2      |
| Honda     | 2      |
| Gas Gas   | 2      |
| Yamaha    | 1      |
| Total     | 20     |

1. ↑  S'ha comptabilitzat la marca de la motocicleta amb què el campió del món guanyà el títol aquell any.